# Euzoio di Antiochia
Euozio (fl. 360–379) è stato vescovo di Cesarea e patriarca di Antiochia. Aderì all'arianesimo.
Poche notizie sono giunte sino a noi riguardo alla sua biografia. Allievo del retore Tespesio, ebbe rapporti fin dalla giovinezza con Gregorio Nazianzeno, con cui condivise gli studi. In età matura, dopo essere stato ordinato diacono ad Alessandria d'Egitto dal vescovo ariano Giorgio, fu eletto al soglio vescovile di Cesarea e, nel 361, sostituì Melezio in quello di Antiochia, grazie anche all'appoggio di Eudozio, vescovo di Costantinopoli, e dell'imperatore Costanzo II.
Nel 373, scortato da un contingente di soldati, marciò su Alessandria per insediare ivi il vescovo ariano Lucio e, su ordine dell'imperatore Valente, per porre in arresto il vescovo ortodosso Pietro II.
Fu deposto nel 379 dopo l'avvento al potere di Graziano.
| Controllo di autorità | VIAF (EN) 232652739 · CERL cnp00284073 · GND (DE) 102387478 · BNF (FR) cb16255977n (data) |